# SPIRAL CHARIOTS
SPIRAL CHARIOTS（スパイラルチャリオッツ）は日本の演劇ユニットである。略称は「スパチャリ」。

## 経歴
2004年、服部整治、中根大、宍戸友彦、の3人で結成。
2021年現在までの本公演は計26回、スピンオフ公演は8回。2015年6月に開催された第8回下北沢ルナティック演劇祭にて優勝。
演出の服部整治は同演劇祭で最優秀演出賞を受賞する。
現在のメンバーは、服部整治、中根大、遠藤巧磨、小松崎真広、花崎ちづ　井川勇樹の6名。
近年では「レンタヒーロー」、「ゴールデンアックス」などセガのゲーム作品の舞台化が注目を集める。
そして2015年から始めた「HATTORI半蔵」シリーズは４作目まで続く人気作となり2021年6月に「HATTIRI半蔵Ⅳ」が上演された。

## 主な上演作品
脚本・演出  服部整治

### 本公演
- 第1回本公演「ゲイノウ人」（2004年、西荻ウェンズスタジオ）
- 第2回公演「LAMP」（2004年、スタジオシアタースパーク１）
- 第3回公演「INSTANT GEMINI」（2006年、山梨KAZOO HALL）
- 第4回公演「2F」（2007年、山梨KAZOO HALL、スタジオシアタースパーク1）
- 第5回公演「LIGHT」（2008年、新宿TEATER BRATS）
- 第6回公演「FULL MODEL CHANGE!!」（2008年、上野毛@QUOS）
- 第7回公演「HOST PERFORMANCE」（2009年、上野毛@QUOS）
- 第8回公演「2F2」（2009年、笹塚ファクトリー）
- 第9回公演「DEAD MAN TELL NO TALES」（2009年、新宿眼科画廊）
- 第10回本公演「MURDER」（2013年、シアターグリーンBASS THEATER）
- 第11回公演「HATTORI半蔵」（2015年、築地本願寺ブティストホール）
- 第12回本公演「mistake-カルミア島殺人事件-」（2015年、ウッディシアター中目黒）
- 第13回公演「A CLOSED ROOMー椅子と電球ー」（2015年、下北沢亭ステージカフェ）
- 第14回公演「HATTORI半蔵Ⅱ」（2016年、築地本願寺ブティストホール）
- 第15回公演「カベパターン」（2016年、下北沢小劇場・楽園）
- 第16回公演「HATTORI半蔵Ⅲ」（2017年、六行会ホール）
- 第17回公演「DEPERGE&DREPRA」（2017年、下北沢小劇場・楽園）
- 第18回公演「レンタヒーロー」（2018年、六行会ホール）
- 第19回公演「誰かの願いが叶う頃」（2018年、シアター711）
- 第20回公演「ゴールデンアックス」（2018年、築地本願寺ブティストホール）
- 第21回公演「HATTORI半蔵Ⅲ‐再舞‐」（2019年、六行会ホール）
- 第22回公演「クロウテッド　カオス　ファンタジー」（2019年、下北沢小劇場・楽園）
- 第23回公演「Y‐１　役者天下一決定戦」（2020年、コロナにより中止）
- 第24回公演「I choose you and die」（2020年、下北沢小劇場・楽園）
- 第25回公演「ＴＩＭＥ　ＣＡＰＳＵＬＥ」（2020年、本所松坂亭劇場）
- 第26回公演「HATTORI半蔵Ⅳ」（2021年、六行会ホール）
- 第27回公演「いつ、殺した？」（2021年、下北沢小劇場・楽園）

### 番外公演、外部脚本・演出など
- SPIRAL CHARIOTS（スパイラルチャリオッツ）16回公演まで
- Spin off Chariots（スピンオフチャリオッツ）8回公演まで
- えりオフィスプロデュース公演「GANRYUJIMA」＠新宿SPACE107・脚本・演出　服部整治
- フライドボール企画第1回公演「強盗銀行-GO　TO　BANK-」＠高円寺明石スタジオ・演出　服部整治
- 演劇集団Z団・キタムラ印のプロデュース公演「THE　LIGHT」＠中目黒ウッディーシアター・脚本　服部整治
- 劇団アボガドカフェ第2期全3作品　＠新宿シアターモリエールなど・脚本・演出　服部整治
- 劇団アボガドカフェ第3期1作品　＠築地本願寺ブディストホールなど・脚本・演出　服部整治
- TBSスパークル制作「ＴＨＲＥＥ　ＲＡＧＥ」・脚本・出演　服部整治

## 出演

### ラジオ
ユニットとしてのラジオ出演。メンバー個別の出演については各個人の項目参照。
- MONSTER'S RADIO（FM-FUJI 2009年4月1日～2010年3月31日）
- YouTube　SCチャンネル開設　2019年４月～現在